# Ла-Ороя
Ла-Оро́я (ісп. La Oroya) — столиця перуанської провінції Яулі. Центр кольорової металургії.

## Географія
Ла-Ороя знаходиться за 170 кілометрів на північний схід від Ліми на висоті понад 3,5 кілометри над рівнем моря.

### Клімат
Місто перебуває у зоні так званої «гірської тундри», котра характеризується кліматом арктичних пустель. Найтепліший місяць — листопад із середньою температурою 8 °C. Найхолодніший місяць — липень, із середньою температурою 6,1 °C.
| Клімат Ла-Орої          | Клімат Ла-Орої | Клімат Ла-Орої | Клімат Ла-Орої | Клімат Ла-Орої | Клімат Ла-Орої | Клімат Ла-Орої | Клімат Ла-Орої | Клімат Ла-Орої | Клімат Ла-Орої | Клімат Ла-Орої | Клімат Ла-Орої | Клімат Ла-Орої | Клімат Ла-Орої |
| Показник                | Січ.           | Лют.           | Бер.           | Квіт.          | Трав.          | Черв.          | Лип.           | Серп.          | Вер.           | Жовт.          | Лист.          | Груд.          | Рік            |
| Середня температура, °C | 7,8            | 7,7            | 7,7            | 7,4            | 7,1            | 6,5            | 6,1            | 6,5            | 7,2            | 7,9            | 8              | 7,8            | 7,3            |
| Норма опадів, мм        | 90.7           | 99.2           | 99.5           | 49.3           | 23.4           | 8.2            | 10             | 21.8           | 40             | 59.4           | 62.3           | 80.6           | 644.4          |
| Днів з опадами          | 19,4           | 19,5           | 18,4           | 11,8           | 7,1            | 2,2            | 1,6            | 2,8            | 8,6            | 10,9           | 11,3           | 16,8           | 130,4          |
| Вологість повітря, %    | 73.5           | 73             | 75             | 68.9           | 62.4           | 56.8           | 54.1           | 57.2           | 61.9           | 65.2           | 64.8           | 68.8           | 65.1           |
| ----------------------- | -------------- | -------------- | -------------- | -------------- | -------------- | -------------- | -------------- | -------------- | -------------- | -------------- | -------------- | -------------- | -------------- |
| Джерело: Weatherbase    |                |                |                |                |                |                |                |                |                |                |                |                |                |

## Історія
Гірниче поселення на місці сучасної Ла-Орої існувало з 1533 року, проте складний рельєф суттєво впливав на видобуток і транспортування руди аж до 1893 року, коли сюди під керівництвом Ернеста Маліновського було прокладено залізницю з Ліми.
1922 року тут запущено металургійний комбінат; вже за три роки Ла-Ороя стала центром провінції, а 1942-го отримала статус міста.

## Назва
Відомо, що з 1861 року селище називалося Сан-Херонімо-де-Кальяпампа (ісп. San Jeronímo de Callapampa). Сучасна назва — з 1893-го.